# Billy Gilman
William Wendell "Billy" Gilman III (Westerly, 24 de maig de 1988) és un artista de música country estatunidenc. És conegut pel seu senzill debut "One Voice", un èxit al Top 40 de la llista Billboard Hot 100 i al Top 20 a la llista Hot Country Songs el 2000. Ha publicat cinc àlbums, incloent-hi tres per Epic Nashville. El seu àlbum debut, One Voice, va ser certificat doble platí als Estats Units. El seu àlbum nadalenc Classic Christmas i el segon àlbum d'estudi Dare to Dream rebien el certificat d'or. El 2016 Gilman va presentar-se a l'onzena temporada de l'edició nord-americana de The Voice i hi va competir com a part de l'equip Adam Levine.